# 弗利-德尔桑尼奥
弗利-德尔桑尼奥（義大利語：Forlì del Sannio），是意大利伊塞尔尼亚省的一个市镇。总面积32平方公里，人口753人，人口密度23.5人/平方公里（2009年）。ISTAT代码为094020。